# 埃爾巴 (內布拉斯加州)
埃爾巴（英語：Elba）是位於美國內布拉斯加州霍華德縣的村。

## 人口
根據2020年美國人口普查的數據，埃爾巴的面積為0.95平方千米，皆為陸地。當地共有人口192人，而人口密度為每平方千米202人。